# Gulshan Grover
Gulshan Grover (New Delhi, 21 september 1955) is een Indiase acteur.
Tijdens zijn studie aan het Shri Ram College of Commerce van de Universiteit van Delhi besloot Gulshan Grover iets te gaan doen wat hem populariteit zou bezorgen en kwam zodoende in de film terecht. Het was hem er niet uitsluitend om te doen hoofdrollen te verwerven en accepteerde dan ook praktisch elke rol die hij aangeboden kreeg. Hij begon zijn filmcarrière in 1978 met de film "Madhu Malti". Na acteerwerk in een groot aantal Bollywoodfilms begon hij eind jaren negentig ook in Hollywood aan een carrière op het witte doek. Inmiddels heeft Grover in meer dan vierhonderd films gespeeld. Grover speelt overwegend schurkenrollen.

## Selectie Films
| Jaar | Film                        | Rol                        |
| ---- | --------------------------- | -------------------------- |
| 2024 | Indian 2                    | Amit Agarwal               |
| 2022 | Rocketry: The Nambi Effect  | Abdul Kalam                |
| 2021 | Sooryavanshi                | Kadar Usmani               |
| 2021 | Mumbai Saga                 | Naari Khan                 |
| 2020 | Sadak 2                     | Dilip Hathkaata            |
| 2019 | Cabaret                     | Salim                      |
| 2019 | The Devil's Daughter        | de duivel                  |
| 2019 | The Man from Kathmandu      | Abu Mia Siddiqi            |
| 2018 | Hate Story 4                | Vikram Kurana              |
| 2017 | Nephilim                    | Azazel (Stemacteur)        |
| 2017 | I'm Not A Terrorist         | Abu Zar                    |
| 2016 | Waarrior Savitri            | Satya's vader              |
| 2016 | Salaam Mumbai               | Suraj                      |
| 2015 | I Love Desi                 | Bauji                      |
| 2015 | UnIndian                    | Deepak Khuranaa            |
| 2015 | Kaun Kitne Paani Mein       | Kharu Pahelwan             |
| 2015 | Honour Killing              | Harjinder Singh            |
| 2014 | Yaariyan                    | Jimmy                      |
| 2014 | 18.11 - A Code of Secrecy   | Kapitein Rack              |
| 2013 | Sooper Se Ooper             | Madho Singh Rathod         |
| 2013 | Desires of the Heart        | Pradeep                    |
| 2013 | Bullet Raja                 | Balraj Bajaj aka Marwari   |
| 2013 | Baat Bann Gayi              | Laxmi Nivas                |
| 2011 | Bin Bulaye Baraati          | Durjan Singh               |
| 2011 | I Am Kalam                  | Bhati                      |
| 2010 | Payback                     | Inspecteur Sawant          |
| 2010 | Crook                       | S.I. Joseph Pinto          |
| 2010 | Knock Out                   | Bapuji                     |
| 2010 | Virsa                       | Jogindar Singh Grewal      |
| 2010 | Kajraare                    | Avtar Singh                |
| 2009 | Victory                     | Andy                       |
| 2008 | Love Story 2050             | Dr. Hoshi                  |
| 2008 | Karzzzz                     | Sir Juda                   |
| 2007 | Fool n Final                | Choksi                     |
| 2007 | Dhokha                      | Raj Mehra                  |
| 2006 | Anthony Kaun Hai?           | Inspecteur Suraj Singh     |
| 2006 | Eight: The Power of Shani   | Suraj Rai                  |
| 2006 | Gangster                    | Khan Bhai                  |
| 2006 | Dil Maange More             | Rahman                     |
| 2006 | Tathastu                    | DCP Rane                   |
| 2006 | Ek Khiladi Ek Haseena       | Sikandar                   |
| 2006 | Family - Ties of Blood      | Babubhai                   |
| 2006 | Tom, Dick and Harry         | Soprano                    |
| 2004 | Taarzan: The Wonder Car     | Inspecteur Khurana         |
| 2004 | Ek Se Badkhar Ek            | Jindaal                    |
| 2003 | Jism                        | Rohit Khanna               |
| 2003 | Boom                        | Saleem Ahmad/ Medium Mia   |
| 2002 | Lajja                       | Virender                   |
| 2002 | Panic                       | Philip                     |
| 2001 | Moksha                      | Mr. Mehra                  |
| 2000 | Khiladi 420                 | Bhai                       |
| 2000 | Hera Pheri                  | Kabeera                    |
| 1999 | Hindustan Ki Kasam          | Jabbar                     |
| 1999 | International Khiladi       | Thakral                    |
| 1998 | 1947: Earth                 | Mr. Singh                  |
| 1998 | Duplicate                   | Shalaku                    |
| 1998 | 2001: Do Hazaar Ek          | Krishna Rao                |
| 1997 | Yes Boss                    | Bhushan                    |
| 1996 | Khiladiyon Ka Khiladi       | King Don                   |
| 1995 | Sabse Bada Khiladi          | Inspecteur K.Kada          |
| 1994 | Criminal                    | Robert                     |
| 1994 | Zamane Se Kya Darna         | Bhairav                    |
| 1994 | Mohra                       | Tyson                      |
| 1994 | Dilwale                     | Shankar Bihari             |
| 1994 | Raja Babu                   | Banke                      |
| 1994 | Kanoon                      | Raja Thakur                |
| 1994 | Vijaypath                   | Shakti                     |
| 1993 | Sir                         | Chappan Tikli a.k.a. Jimmy |
| 1993 | Anari                       | Chhote Raja Vinay Singh    |
| 1992 | Umar 55 Ki Dil Bachpan Ka   | Malhotra                   |
| 1992 | Virodhi                     | Rocky                      |
| 1992 | Tyagi                       | Prem Dayal                 |
| 1991 | Kurbaan                     | Himmat Singh               |
| 1991 | Saudagar                    | Baliram                    |
| 1991 | Izzat                       | Ganpat                     |
| 1990 | Doodh Ka Karz               | Ajit Singh                 |
| 1990 | Baap Numbri Beta Dus Numbri | Gullu Dada                 |
| 1989 | Love Love Love              | Vikram                     |
| 1989 | Ram Lakhan                  | Kesariya Vilayati          |
| 1988 | Khatron Ke Khiladi          | Bahadur Singh              |
| 1988 | Veerana                     | Raghu                      |
| 1988 | Waqt Ki Awaz                | Rajan Thakkar              |
| 1985 | Saamri                      | Khanna                     |
| 1984 | Sohni Mahiwal               | Noor                       |
| 1984 | Insaaf Kaun Karega          | Baggad                     |
| 1984 | Mashaal                     | Munna                      |
| 1983 | Avtaar                      | Chandan Krishen            |
| 1983 | Sadma                       | Balua                      |
| 1981 | Rocky                       | Jaggi                      |
| 1980 | Hum Paanch                  | Mahavir                    |
| 1978 | Madhu Malti                 |                            |